# Gaál András
Gaál András (Gyergyóditró, 1936. március 9. – Pannonhalma, 2021.  augusztus 6.) erdélyi magyar grafikus és festőművész.

## Életpályája, munkássága
A marosvásárhelyi Művészeti Líceumban, majd a kolozsvári Ion Andreescu Képzőművészeti Főiskolán végezte  tanulmányait festészetpedagógia szakon, mesterei: Abrudán Péter, Teodor Harsia, Miklóssy Gábor. 1959-től 1999-ig rajztanár volt Csíkszeredában.
Az Országos Képzőművészeti Szövetség megyei fiókjának elnöke, a gyergyószárhegyi Barátság Képzőművészeti Alkotótábor vezetőségi tagja. 1972 és 1973 nyarán Baász Imrével és Balázs Imrével egy hajdúböszörményi művésztelepen alkottak. Gaál András itt díjakat nyert festményeivel. A továbbiakban 1989-ig megszűnt az anyaországgal való kapcsolattartási lehetőség politikai okokból. 2001 óta Pannonhalmán él, de szülőföldjén is van műterme, ott is alkot.
A Hargita napilap grafikai szerkesztője (1973) és állandó munkatársaként működött. Címlapot tervezett a Hargita Kalendárium és Hargita megye útikönyve számára; irodalmi művekhez készült rajzait, illusztrációit és művészeti tárgyú írásait a Hargita, a csíkszeredai középiskola Lyceum című lapja és A Hét közölte.
1974-től gyergyószárhegyi képzőművészeti alkotóközpont egyik alapító tagja, s aktív részvevője.
Portrékompozíciót festett Ady Endréről (1977), elkészítette Szabó József színi rendező portréját.
Akvarell- és olajképein többnyire a csíki és gyergyói vidéket festette, tájképein a domborzati formákat szín- és vonalritmusokban foglalta össze.
Rendszeresen kiállító művész Pannonhalmán is, legutóbb 2009 augusztusában Ásztai Csaba (Pomáz); Kopócs Tibor (Észak-Komárom); Madarász Gyula (Debrecen); Ganczer Katalin (Pannonhalma); Orth István (Nagyszeben); Petkes József (Napkor); Simon Endre (Törökbálint), Balási Csaba (Csíkszereda) művészekkel együtt vett részt csoportos kiállításon.

## Egyéni kiállításai[3]
- 1964, 1978, 1983, 1984, 1985, 1986, 1993, 1996, 2006, 2016 • Csíkszereda
- 1968, 1977, 1987 • Marosvásárhely
- 1973 • Sepsiszentgyörgy • Kézdivásárhely
- 1973, 1976 • Székelyudvarhely
- 1973, 1995 • Ditró
- 1978, 1996 • Korunk Galéria, Kolozsvár
- 1978, 1985, 1986, 1996, 2003, 2011 • Gyergyószentmiklós
- 1986 • Szárhegy
- 1988 • Brassó
- 1991 • Debrecen • Essen
- 1992 • Laon (Franciaország)
- 1993 • Toyama (Japán)
- 1994 • Sopron, Vaja
- 1996 • Bátaszék • Budapest Hotel Gellért Galéria
- 1997 * Kisinyovi Történelmi Múzeum (Moldávia), Hajdúhadház, Hortobágy, Miskolc
- 1998 * Sopron Erdélyi Ház
- 2003 * Mosonmagyaróvár, Békéscsaba
- 2014 * Budapest Semmelweis Szalon
- 2021 * Győri Könyvtár "Két hazában"
- 2023 * Leányfalu, Erdélyi művészek Leányfalun – posztumusz kiállítás

## Magyarországi csoportos kiállításai
- 12 erdélyi képzőművész kiállítása, Hajdúböszörmény és Erdős Renée Ház, Budapest (1972-73)
- Romániai magyar művészek kiállítása, Budapesti Történeti Múzeum (1990)
- TIT Galéria – Debrecen – Márton Árpáddal (1991)
- Gaál András és Simon Endre festőművészek kiállítása 2006. december 8. – 2007. január 7. között. (Déri Múzeum, Debrecen).[4]

## Művei
- Művek (vál.) Gaál András / [szerk. Kozma Mária]. Csíkszereda : Pallas-Akad., 2000. 27 p. 24 t. (Műterem sorozat, Bevezetés Banner Zoltán. Összefoglalás román és német nyelven.) ISBN 973-9287-74-3

## Köztéri művei[5]
- Cantata profana (kerámiamozaik, 1967, Csíkszeredai Művelődési Ház Márton Árpáddal és Pálffy Árpáddal)
- Mozaikfal (1974, Szárhegy, Márton Árpáddal)
- Tusnádfürdői római katolikus templom üvegablakai (1985 Egri Lászlóval).
- "Kodály örök" – Pannó Hajdúhadház 250x200 olaj

## Társasági tagság
- Barabás Miklós Céh

## Díjak, elismerések
- Káplár Miklós-díj (1972-1973)
- Pro Urbe Díj (1996)
- Boromisza Tibor emlékérem (1999)
- Magyar Vízfestők Társasága Díj (1999)
- Szárhegyi Alkotótáborért emlékérem (1999)
- EMKE Szolnay Sándor–díj (1999)
- Kriterion-koszorú (2000)[6]
- Tőkés Sándor-díj (2001)
- Cívis Nemzetközi Művésztelep nívódíja (2002)
- Életmű Díj (Hargita megye Tanácsa) 2003
- Hargita Megyéért Díj 2003
- A Magyar Köztársasági Érdemrend Lovagkeresztje (2009)
- Szervátiusz Jenő-díj (2019)